# 1216 w polityce

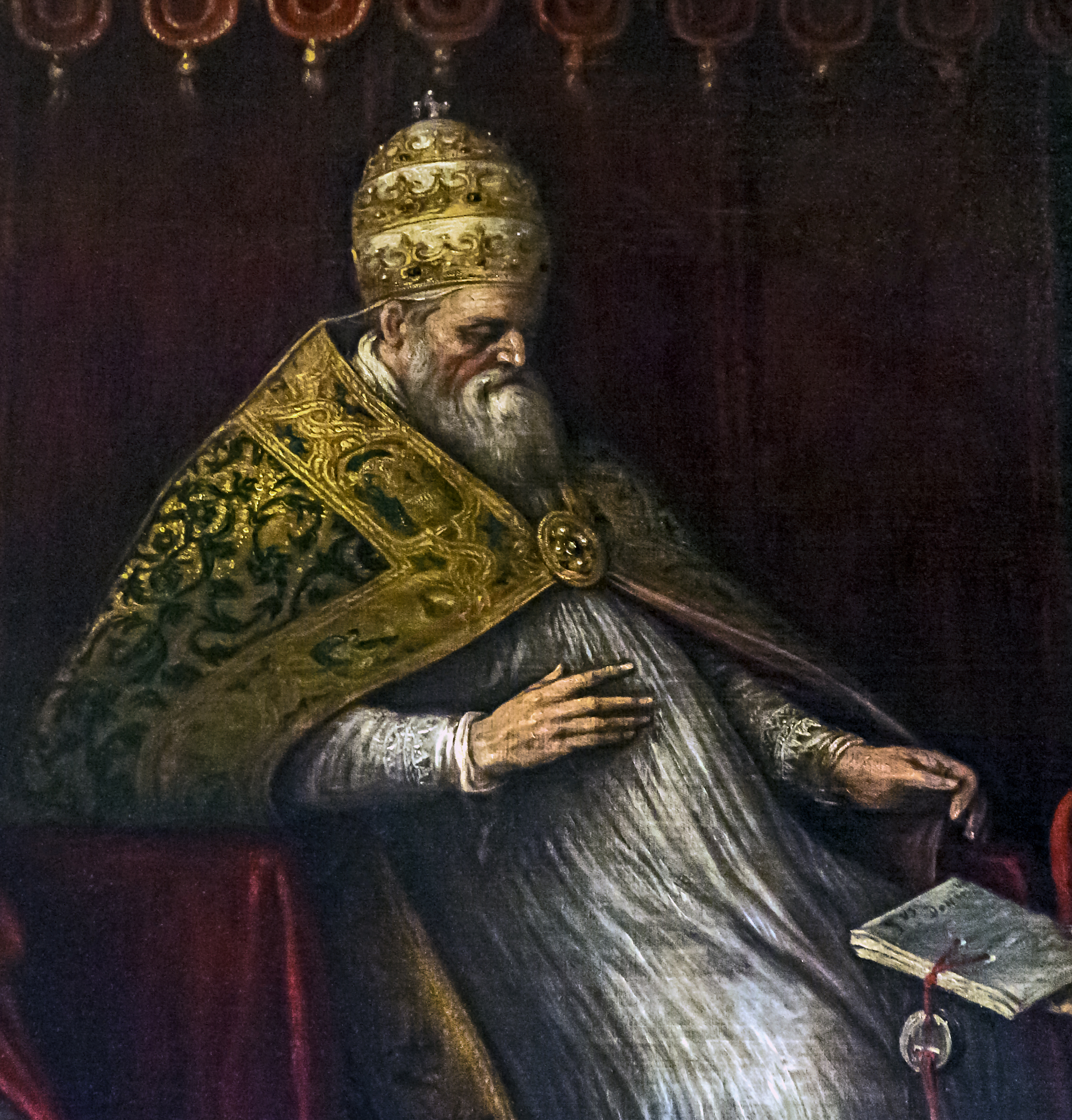
Leandro Bassano, Portret Honoriusza III

Wydarzenia polityczne w 1216 roku.

## Wydarzenia
- Cencio Camerario zostaje papieżem[1].
- 22 grudnia papież Honoriusz III oficjalnie zatwierdza Zakon Dominikanów[2].
- Władysław Odonic pokonał Laskonogiego i odzyskał Poznań[3][4].

## Urodzili się
- 25 września Robert I Dobry[5], syn króla Francji Ludwika VIII Lwa i Blanki Kastylijskiej.

## Zmarli
- 18 października/19 października Jan bez Ziemi[6], król Anglii[7].